# Monts Arfak
Les monts Arfak sont une chaîne de montagnes située dans la péninsule de Doberai dans la province de Papouasie occidentale en Indonésie.
Les deux plus hauts sommets de la chaîne sont le mont Mebo à 2 940 m d'altitude et le mont Umsini à 2 926 m d'altitude.

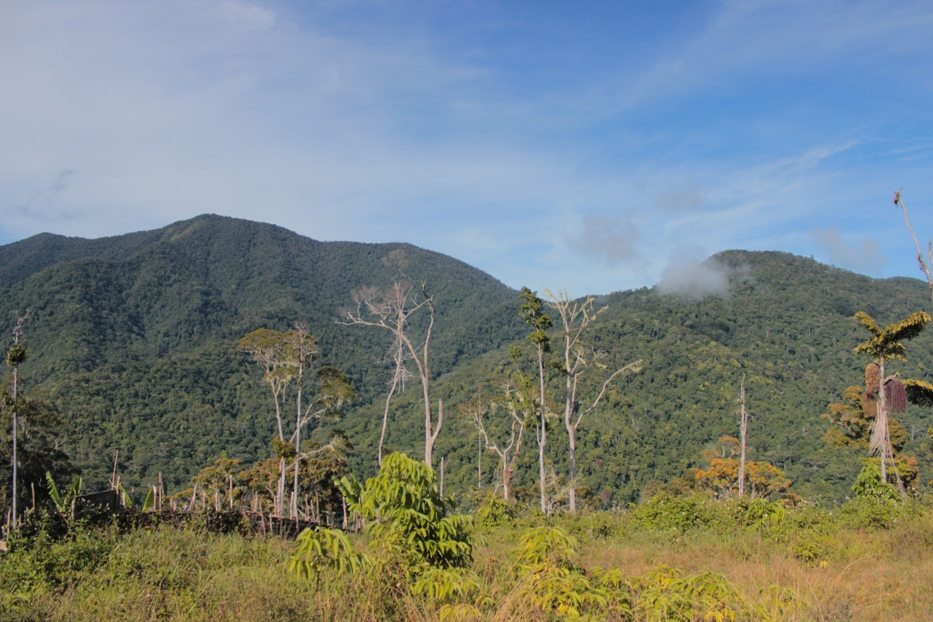
Vue des monts Arfak.